# Мстители (саундтрек)
«Мсти́тели» (оригинальный саундтрек) — музыка к художественному фильму «Мстители» (2012), написанная композитором Аланом Сильвестри. Диск был выпущен 1 мая 2012 года подразделением Marvel Music с помощью лейблов Hollywood Records и Intrada Records.

## Предыстория
Ко всем предыдущим фильмам-приквелам о четырёх из главных персонажей «Мстителей» саундтреки писали разные, но именитые композиторы Голливуда. Для написания музыки к последнему фильму перед «Мстителями» был нанят Алан Сильвестри, имевший множество наград «Грэмми» и номинаций на «Оскара». После работы Сильвестри над саундтреком к фильму «Первый мститель», вышедшим в 2011 году, долгое время ходили слухи о том, что композитор напишет саундтрек и для следующего проекта Marvel Studios — художественного фильма «Мстители». Тем более, что сам композитор в интервью выражал желание продолжить сотрудничество с представителями Marvel, и с Джо Джонстоном, режиссёром «Первого мстителя», в частности. Благодаря положительному опыту сотрудничества при работе над музыкой к «Первому мстителю» Кевин Файги, продюсер и глава Marvel Studios, отвечавший за создание фильмов в киновселенной Marvel, вновь обратился к Сильвестри и пригласил его на встречу с Джоссом Уидоном, режиссёром «Мстителей». Встреча продлилась около 30-40 минут, и по её итогам было принято решение о продолжении сотрудничества. В начале ноября Сильвестри публично подтвердил своё участие в проекте, добавив соответствующую запись в список фильмов на своём официальном сайте. Спустя несколько дней, 16 ноября, Marvel опубликовала пресс-релиз, в котором подтвердила участие Сильвестри в проекте. Как было отмечено в пресс-релизе, к этому моменту Сильвестри уже вовсю работал над задачей.
Уидон позднее в интервью объяснял, что выбор пал на Сильвестри из-за «старомодности» композитора и способности точно выражать искренние эмоции в виде музыки, и при этом учитывая особенности персонажей.
Высказывались предположения о том, что свою роль в выборе Сильвестри на роль композитора саундтрека для «Мстителей» сыграло то, что помимо обладания множеством наград Сильвестри уже имел опыт написания музыки к крупным блокбастерам, например, «Назад в будущее» и «Форрест Гамп». В качестве ещё одной причины выбора назывался саундтрек к «Первому мстителю», написанный Сильвестри: якобы эта героическая музыкальная тема как нельзя лучше подходила героической вселенной Marvel.

## Сочинение
Одной из основных проблем, стоявших перед Сильвестри как создателем саундтрека для «Мстителей» было написание музыкальных тем для весьма разнородных персонажей, появившихся в весьма различающихся мирах.Сам Сильвестри прокомментировал своё участие следующим образом: «Фактически, для меня это уникальный опыт. Я работал над фильмами с участием ряда звёзд и, конечно, работал над фильмами, где сами персонажи были в равной степени важны с точки зрения статуса в фильме. Но здесь это доводится до крайности, потому что у каждого персонажа есть свой собственный мир, и это совсем другой случай. Очень сложно найти способ уделить каждому внимание, которое ему требуется. Но в то же время фильм, на самом деле, об объединении этих персонажей, что влечёт за собой существование единого целого под названием Мстители, в котором они должны быть все вместе».
При работе над новым материалом композитор использовал и свои предыдущие наработки для фильма «Первый мститель», поскольку «Мстители» — прямое его продолжение. Однако, старый материал не был использован напрямую, вместо этого некоторые элементы старых мотивов были включены в новые композиции, прозвучавшие в некоторых сценах с Капитаном Америкой. Так, например, эти музыкальные темы были использованы в сцене с прыжком Капитана с самолёта вдогонку за Локи, в некоторых сценах с появлением Капитана и во время боя. Кроме того, заглавная тема «Мстителей» была использована в фильме аналогичным образом как и заглавная тема «Первого мстителя».
Однако, по словам Сильвестри, никаких заимствований из саундтреков к предыдущим фильмам о персонажах «Мстителей» изначально не планировалось, в том числе и саундтрека к «Первому мстителю». Вместо этого создатели фильма озвучили лишь пожелание о создании специальной музыкальной темы, соответствующей группе «Мстителей» целиком, то есть без выделения из этой группы отдельных персонажей. В качестве причины отказа создания индивидуальных мотивов для каждого персонажа Сильвестри называет «громоздкость» и плохую сочетаемость подобных композиций. Единственными исключениями стали Локи и Чёрная вдова. Для Локи композитор сочинил отдельную тему, поскольку этот персонаж стал главным злодеем в фильме, а для некоторых сцен со Вдовой Уидон попросил музыкальные темы, которые «больше подходят ей по тематике», нежели ранее предложенные.

## Запись
Запись саундтрека проходила в известной лондонской музыкальной студии Эбби Роуд при участии Лондонского симфонического оркестра. Запись проходила в начале марта.

## Музыка и тексты

### Список композиций
Вся музыка написана Аланом Сильвестри.
| №                   | Название                     | Длительность |
| ------------------- | ---------------------------- | ------------ |
| 1.                  | «Arrival»                    | 2:59         |
| 2.                  | «Doors Open From Both Sides» | 3:29         |
| 3.                  | «Tunnel Chase»               | 4:47         |
| 4.                  | «Interrogation»              | 2:38         |
| 5.                  | «Stark Goes Green»           | 4:46         |
| 6.                  | «Helicarrier»                | 2:09         |
| 7.                  | «Subjugation»                | 3:40         |
| 8.                  | «Don't Take My Stuff»        | 5:06         |
| 9.                  | «Red Ledger»                 | 5:10         |
| 10.                 | «Assault»                    | 4:25         |
| 11.                 | «They Called It»             | 2:41         |
| 12.                 | «Performance Issues»         | 4:56         |
| 13.                 | «Seeing, Not Believing»      | 4:25         |
| 14.                 | «Assemble»                   | 5:21         |
| 15.                 | «I Got a Ride»               | 4:00         |
| 16.                 | «A Little Help»              | 3:49         |
| 17.                 | «One Way Trip»               | 5:50         |
| 18.                 | «A Promise»                  | 3:34         |
| 19.                 | «The Avengers»               | 2:03         |
| Общая длительность: | Общая длительность:          | 1:16:17      |

| №                   | Название                     | Длительность |
| ------------------- | ---------------------------- | ------------ |
| 1.                  | «Arrival»                    | 2:59         |
| 2.                  | «Doors Open From Both Sides» | 2:48         |
| 3.                  | «Tunnel Chase»               | 2:36         |
| 4.                  | «Stark Goes Green»           | 2:41         |
| 5.                  | «Helicarrier»                | 2:09         |
| 6.                  | «Subjugation»                | 3:00         |
| 7.                  | «Don't Take My Stuff»        | 4:42         |
| 8.                  | «Red Ledger»                 | 5:10         |
| 9.                  | «Assault»                    | 4:25         |
| 10.                 | «They Called It»             | 2:41         |
| 11.                 | «Performance Issues»         | 3:35         |
| 12.                 | «Seeing, Not Believing»      | 4:25         |
| 13.                 | «Assemble»                   | 4:31         |
| 14.                 | «I Got a Ride»               | 4:00         |
| 15.                 | «A Little Help»              | 3:14         |
| 16.                 | «One Way Trip»               | 5:50         |
| 17.                 | «A Promise»                  | 3:34         |
| 18.                 | «The Avengers»               | 2:03         |
| Общая длительность: | Общая длительность:          | 1:04:23      |

### Концепция
Согласно замыслу Уидона и Сильвестри, музыка на протяжении фильма претерпевает определённые изменения, превращаясь в крещендо к финальной битве. По словам Сильвестри, задача музыки — подчеркивать определённые ситуации или эмоции. При помощи неё в фильме выделялись как спокойные, так и боевые сцены.
Ещё на раннем этапе обсуждения Уидон говорил Сильвестри о том, что он хочет снять фильм как некое «кино о войне». Но с другой стороны, в фильме звучит фраза Тони Старка «Мы не солдаты». Поэтому Сильвестри не хотел, чтобы саундтрек превращался в военный марш, но поскольку команде «Мстителей» приходится несколько раз в фильме действовать как военному подразделению, то в саундтрек был всё-таки введён некоторый «военный элемент», появляющийся лишь в некоторых сценах.
Уидон говорил, что рассматривает данный фильм скорее как классический, нежели как «помпезный». Поэтому он придерживался концепции «школы Джона Уильямса» и считал, что, например, музыка в жанре «метал» в данном фильме «не сработает» (разве что только в сцене с Железным человеком). По его словам, не было нужды ни в «гигантском марше», ни в «душевных» мелодий для каждого из персонажей — нужны были только композиции, «подчёркивающие» каждый конкретный эпизод. При этом исходить нужно было от темы Капитана Америки и чувства того «что мы имеем и что мы потеряли, и как эти люди собираются вновь вернуть себе потерянное».

### Композиции
«Arrival»
Композиция звучит в самом начале фильма, когда Ник Фьюри, директор агентства Щ.И.Т., и его помощница Мария Хилл прибывают на научную базу, где астрофизик Эрик Селвиг занимается исследованием Тессеракта.
Первая композиция представляет собой спокойный мотив, исполняемый на струнных инструментах во время сцены с Тессерактом из «Первого мстителя», и переходящий в тему «Assemble», представляющую собой первую часть заглавной композиции. Шон Уилсон высказывался, что композиция хорошо подготавливает слушателя, давая понять ему о грядущем наборе героев в команду.
«Doors Open From Both Sides»
Композиция с «угрожающим» мотивом сопровождает появление главного антагониста фильма — асгардского бога Локи.
«Tunnel Chase»
Композиция звучит в сцене с побегом Локи с базы Щ.И.Т.а, гонки в туннеле и уничтожением базы.
Здесь Сильвестри переходит к своему обычному стилю построения тем для экшен-сцен, помещая тему Локи в довольно агрессивный контекст со звоном литавр, ударами ксилофона и «яростными» оркестровыми аранжировками. По мнению Шона Уилсона, данная музыкальная тема отражает всё происходящее на экране схожим образом как это было в мультфильмах про Микки Мауса. Критик указывал, что тема достигает своей кульминации при первом же переходе к героической части темы «Мстителей», сделанной в специальной аранжировке для духовой секцией оркестра.
«Interrogation»
Композиция звучит в сцене «допроса» Чёрной вдовы Георгием Лучковым.
«Stark Goes Green»
Композиция звучит в первой сцене с Железным человеком, когда он запускает реактор, питающий Старк Тауэр, и последующим визитом Фила Колсона. В данной композиции Сильвестри использовал жёсткую электронную музыку как бы отдавая дань саундтреку Рамина Джавади к первому «Железному человеку». Но электроника компенсируется «привлекательным романтическим материалом», исполненном на пианино в пониженных тонах.
«Helicarrier»
Композиция сопровождает взлёт Геликарриера — летающий авианосца Щ.И.Т. после прибытия Мстителей. Сама же тема, таким образом посвящённая тайной базе главных героев, представляет собой сочетание всех остальных тем, имея в своей основе заглавную тему «Мстителей» в качестве базового ингредиента. Подобный подход, по мнению Шона Уилсона, показывает важность Геликарриера для выживания центральных персонажей.
«Subjugation»
Композиция звучит в сцене в Штутгарте, где Локи заставляет гражданское население присягнуть ему на верность.
«Subjugation» вновь возвращает зрителя к мрачной музыкальной теме Локи, в которой можно усмотреть небольшую отсылку к саундтреку Джерри Голдсмита к фильму «Полтергейст». В данной композиции вновь проявляется фирменный стиль Сильвестри, который подчёркнуто использует фон из «громыхающих наковален».
«Don’t Take My Stuff»
Композиция звучит при первом появлении Тора, пришедшим забрать пленённого Локи. Как и предыдущий трек, «Don’t Take My Stuff» также использует отсылки к звону оружия героев и злодеев, а изменчивый мотив для виолончели добавляет мимоходом некоторую нотку гуманизма. Здесь вновь звучит отсылка к теме Капитана Америки.
«Red Ledger»
Композиция звучит в сцене разговора Чёрной вдовы с заключённым Локи. Композиция обладает спокойным мотивом, демонстрируя плотный звук духовой секции оркестра как часть темы Чёрной Вдовы. В лейтмотиве угадываются славянские тона, намекающие на происхождение персонажа. Трек как бы соревнуется с более изощрённой музыкальной темой Локи.
«Assault»
Композиция звучит в эпизоде со штурмом Геликарриера, когда Соколиный глаз освобождает заключённого там Локи. По мнению Шона Уилсона, Сильвестри здесь умело подчёркивает начало сотрудничества персонажей связывая отдельные мотивы воедино, в особенности темы Капитана Америки и Железного человека, дуэтом выступивших в сцене спасения падающего Геликарриера. Здесь уже сильнее звучит фрагмент из заглавной темы Мстителей, ещё не получившей своего полного развития.
«They Called It»
Композиция звучит в сцене после смерти Фила Колсона, когда оставшиеся герои собираются в конференц-зале Геликарриера. Только что гремевшая боевая тема сменяется спокойной композицией, соответствующей душевной рефлексии персонажей, тем самым сильно контрастируя с предыдущей «звуковой атакой» на уши зрителя. По словам Сильвестри, заготовка этого трека была одной из первых, отправленных Уидону. В ответ режиссёр написал, что в нём якобы слишком много действия. Тогда финальную версию трека Сильвестри записал в самом конце процесса записи материала, в результате чего Уидон впервые услышал готовую композицию (с оркестром и прочим) лишь в студии Эбби Роуд, где проходила запись саундтрека. Сильвестри даже утверждал, что Уидон был «весьма счастлив, когда услышал, поскольку он написал прекрасную сцену для фильма и почувствовал, что Сильвестри её ощутил». Шон Уилсон назвал это «лишь прелюдией к финальной схватке».
«Performance Issues»
Композиция звучит в сцене диалога Старка и Локи, когда Локи пытается взять Старка под свой контроль, а потом выбрасывает его из окна. Композиция начинается с величественной хоральной вариации главной музыкальной темы, но звучит довольно мрачно и это единственное использование вокала во всем саундтреке.
«Seeing, Not Believing»
Композиция звучит в сцене открытия портала и схватки Железного человека с первыми отрядами читаури.
«Assemble»
Композиция звучит когда герои постепенно, один за другим, присоединяются к битве.
«I Got a Ride»
Композиция звучит когда Чёрная вдова с помощью Капитана Америки запрыгивает на один из летающих скутеров читаури и вновь включается в бой.
Основой для динамичного мотива этой композиции послужила тема Чёрной вдовы, но, по мнению Шона Уилсона, данный вариант её обработки «грозен». Отсылки к персонажам, ранее не выступавшие столь явно, тут проявились в полном виде: например, битву между Локи и Тором сопровождает эпическое сражение духовых и струнных инструментов.
«A Little Help»
Композиция звучит в сцене преследования Локи Чёрной вдовы, а Соколиный глаз сбивает его.
«One Way Trip»
Композиция звучит когда герои пытаются закрыть портал, а Железный человек транспортирует через него ядерную бомбу.
«A Promise»
Композиция звучит в заключительной сцене, когда Фьюри выступает перед Советом.
Композиция начинается с дуэта гитары и виолончели, соответствуя перепаду настроения после завершения битвы. Использование гитарной музыки в фильме, по словам Сильвестри, было «особым случаем». По его выражению, это стало «способом, позволившим сделать звуковую паузу после всего ранее услышанного в фильме». Уидон же специально добавил в эту сцену побольше юмора, что и позволило сделать естественно звучащий отступ и использовать гитару. Затем Сильвестри сделал плавное возвращение от гитарного соло к своей основной музыкальной теме.
«The Avengers»
Финальная композиция представляет законченное воплощение заглавной музыкальной темы фильма, объединяя партии струнных и духовых инструментов, которые соответствуют теме объединения и героизма соответственно. По мнению Шона Уилсона, использование драм-машины лишь подчёркивает профессионализм Сильвестри: композитор точно понимал к фильму какого рода он писал музыку и не боялся подчёркивать это в своей музыке, никак не ухудшая при этом саундтрек в целом.
Заглавная тема «Мстителей», по замыслу Сильвестри, должна была нести в себе героику и величие. Она предназначалась для сцены фильма, в которой Мстители собираются вместе, готовясь к решающей битве. При этом в данной сцене супергерои статичны, то есть звучит заглавная тема, но экшена нет. По мнению автора, этим только подчёркивается величие момента превращения отдельных элементов в нечто большее, чем их сумма.

### Прочие композиции
В данный альбом вошла далеко не вся музыка, прозвучавшая в фильме. Это касается как композиций, написанных Сильвестри (по его словам, общая продолжительность саундтрека составила 110 минут), так и композиций других авторов. Всего в фильме прозвучало 4 композиции сторонних авторов. Так, в начале сцены захвата Локи заложников в Штутгарте звучит String Quartet No. 13 Франца Шуберта в исполнении Квартета Такача, темп композиции ускоряется когда Локи начинает действовать. Данный эпизод был намеренно сделан Сильвестри, который с юмором пояснял: «Вау, а не здорово ли будет, если струнный квартет будет звучать и когда Локи ударит одного парня своей палкой? Мы продлили звучание композиции. И в результате получили целый оркестр?». Однако, в реальности в данной сцене музыкантами были лишь четверо человек из Toledo Symphony Orchestra. В продолжении той же сцены в Штутгарте, Железный человек прибывает на битву с Локи под аккомпанемент известного хита «Shoot to Thrill» австралийской хард-рок группы AC/DC.
Кроме того, в тот же день, 1 мая 2012 года, в США и Европе тем же лейблом Hollywood Records был выпущен диск Avengers Assemble: Music from and Inspired by the Motion Picture, содержащий песни «по мотивам» фильма. Этот диск содержал ещё одну песню, прозвучавшую в фильме — «Live to Rise» группы Soundgarden. Композиция «Black Dirt» Майкла Байарди в исполнении Эмили Миллар на этот диск не вошла, но была ранее опубликована лейблом Soundfile Records в виде интернет-сингла.

## Выпуск и продвижение
Благодаря четырёхлетнему успешному сотрудничеству лейбла Intrada Records и компании Walt Disney в совместном выпуске саундтреков к диснеевским фильмам, в 2012 году Intrada Records заключила партнёрское соглашение с лейблом Hollywood Records, который также занимался выпуском саундтреков как к продукции Walt Disney, так и к другим популярным фильмам, в частности, к фильмам «Багровый прилив», «Враг государства», «Престиж» и другим. В середине апреля 2012 года, за две недели до широкого проката «Мстителей» в США, Intrada Records объявила о совместном с Hollywood Records выпуске CD-версии саундтрека к «Мстителям», которая содержала один дополнительный трек «Interrogation» и расширенные версии некоторых композиций по сравнению с его цифровой версией, выпущенной Hollywood Records самостоятельно.
Обе версии саундтрека были выпущены 1 мая 2012 года, то есть за три дня до широкого проката фильма в США. Цифровая версия саундтрека была выпущена примерно на 10 минут короче версии, выпущенной на CD, лишившись фрагментов заглавной темы и партии ударных для темы Чёрной вдовы.

### История релиза
| Регион | Дата       | Лейбл                             | Форматы | Каталог    |
| ------ | ---------- | --------------------------------- | ------- | ---------- |
| США    | 1 мая 2012 | Hollywood Records/Marvel Music    | ЦД      |            |
| США    | 1 мая 2012 | Hollywood Records/Intrada Records | CD      | D001759402 |

## Реакция
СМИ довольно воодушевленно восприняли участие Сильвестри в проекте. Запись саундтрека в Лондоне вызвала протесты у музыкантов, являвшихся членами Американской федерации музыкантов. 1 июня 2012 года они устроили пикет у здания Marvel Studios в Манхэттен-Бич, заявив, что наём иностранных музыкантов для записи саундтрека в Европе лишает работы американских музыкантов.
Данный саундтрек должен был дополнять экшен-сцены специально подобранными композициями, подчёркивать определённые сцены, а также настраивать зрителя на нужный лад, создавая у него необходимые чувства и настроение. В фильме используется преимущественно героическая и драматическая, постепенно переходя в триумфальную. Большую часть времени звучит один мотив, но как только меняется тон фильма, тут же меняется и музыка. Некоторые персонажи получили собственные музыкальные темы, звучащие при их появлении. Разные сцены получили разное звуковое сопровождение. В плане музыкального сопровождения особняком стоит сцена в Штутгарте, когда сначала звучит «Розамунда» переходящая в «Shoot To Thrill».
Однако, скептики отмечали, что помимо отличных композиций «A Promise» и «The Avengers» остальные треки слабоваты, а постепенное объединение персонажей можно было бы выразить и поярче. Йорн Тилльнес и вовсе назвал альбом «величайшим разочарованием года», что весьма для него удивительно после саундтрека к «Первому мстителю».

## Участники записи
| Музыканты и оркестр - Алан Сильвестри — композитор, дирижёр, продюсер, оркестровка - Джон Эштон Томас, Марк Грэхем, Дейв Метцгер — оркестровка | Персонал - Дэвид Бифано — продюсер - Стив Дорки — звукорежиссёр - Деннис Сэндс — Запись (Эбби Роуд, Лондон) и сведение (Studio 1, Санта-Барбара) |  |

## Чарты и сертификации

### Чарты
| Название чарта                    | Высшая позиция | Дата        | Источник |
| --------------------------------- | -------------- | ----------- | -------- |
| American iTunes Chart Performance | 34             | 7 мая 2012  | [ 31 ]   |
| Billboard 200                     | 158            | 19 мая 2012 | [ 32 ]   |
| Canadian iTunes Chart Performance | 45             | 7 мая 2012  | [ 33 ]   |

### Рейтинги и списки
| Издание         | Страна | Рейтинг/Список                   | Высшая позиция | Дата                 | Источники                   |
| --------------- | ------ | -------------------------------- | -------------- | -------------------- | --------------------------- |
| CineRadio       | США    | Top-20: саундтреки месяца        | 4              | с мая по август 2012 | [ 34 ] [ 35 ] [ 36 ] [ 37 ] |
| Soundtrack Geek |        | Top Scores 2012: Critic’s Choice | 103            | 2012                 | [ 38 ]                      |